# Azerbaiyán y Cooperación Económica del Mar Negro
Las relaciones entre Azerbaiyán y la Cooperación económica del Mar Negro se establecieron tras la recuperación de la independencia por Azerbaiyán, concretamente el 25 de junio de 1992, cuando se firmó el acuerdo sobre cooperación económica del mar Caspio entre 11 estados. La organización comenzó a trabajar el 1 de mayo de 1999 tras la firma de la Declaración del Bósforo en Estambul, y Azerbaiyán es uno de sus miembros fundadores. El secretario general de la organización económica del Mar Negro es Michael Christides. Desde el 1 de enero de 2015 el Secretario general de la Asamblea Parlamentaria de la organización es represente de Azerbaiyán Asaf Haciyev.

## Cooperación
La organización económica del Mar Negro coopera con los Estados miembros en las esferas de agricultura, finanzas, educación, cultura, turismo, comercio, transporte, energía, salud, etc.
Por primera vez el presidente de Azerbaiyán participó en el cumbre de la organización económica del Mar Negro el 25 de octubre de 1996, cuando los Estados miembros firmaron la Declaración del Moscú. Un año después, en 1997, en Estambul, en la conferencia de la organización sobre el tema "Nuevas oportunidades de la región del Mar Negro" participó y intervino Heydar Aliyev. Azerbaiyán también participó  en las reuniones de los jefes de los estados-miembros de la organización el 1998 en Yalta, en 1999 y 2002 en Estambul, en las ramas de las que se discutieron las relaciones mutuas en diversas esferas.
En el abril del 2004 en Bakú se celebró la reunión de los Ministros de la Educación de los estados-miembros de la organización, en el marco de la que el presidente de la República de Azerbaiyán recibió los jefes de las delegaciones en el Palacio presidencial.
Entre los años 1992 - 2003 las relaciones entre Azerbaiyán y la organización se caracterizaron como consultivas, pero desde 2003 las relaciones pasaron a la cooperación en las esferas distintas. La estrecha cooperación entre los estados-miembros de la organización todavía existe, pero los conflictos (Azerbaiyán - Armenia, Rusia - Georgia, Grecia - Turquía) y crisis económica debilitaron las relaciones.
El 26 de noviembre de 2012, en Bakú se comenzó a trabajar la reunión del comité permanente de la Asamblea Parlamentaria de la organización, en el marco de la que se discutieron los nuevos gobiernos, formados en Georgia y Grecia después de la última reunión. El 27 de noviembre en el edificio del Parlamento azerbaiyano se celebró la reunión de la Asamblea General de la organización.
En el septiembre de 2012, en Ganyá se celebró la reunión del Comité de la economía, comercio, tecnología y ecología de la Organización económica del mar negro, en la que se participaron los representantes de Bulgaria, Georgia, Romania, Ucrania y Grecia. En la reunión el representante azerbaiyano, diputado de la Asamblea Nacional de Azerbaiyán Musa Quliyev fue nombrado presidente del Comité.
El 3 de diciembre de 2014 en Bakú comenzó a trabajar la reunión de los ministros de ciencia y tecnología de los estados-miembros de la organización, en el marco de la que fue discutido el plan de la cooperación de los estados en la esfera de ciencia y tecnología para los años 2014-2018. Durante las negociaciones se presentaron un proyecto de la construcción de la autopista de super información Transeurasia, que fue apoyado por la Asamblea General de la ONU. Desde el 1 de julio de 2014 hasta 2017 Azerbaiyán coordinó la Comisión de la actividad en la esfera de ciencia y tecnología de la organización.
El 22 de mayo de 2017, en Estambul se celebró la cumbre de la organización económica del Mar Negro, donde se aprobó la Declaración Conjunta. La declaración indicó que desde la segunda mitad de 2018 la presidencia de la organización sería asumida por Azerbaiyán. 
Azerbaiyán está representada en los siguientes órganos de la organización económica del Mar Negro:
1. Consejo de los directores
2. Consejo de los administradores